# Heiner Halberstadt
Heiner Halberstadt (* 17. Mai 1928 in Hörde, Dortmund; † 29. März 2021 in Frankfurt am Main) war ein deutscher Politiker (Die Linke) in Frankfurt am Main.

## Biografie
Halberstadt begann nach dem Schulabschluss eine Ausbildung als Chemielaborant. Der drohenden Einberufung zur Wehrmacht entzog er sich und erlebte das Ende des Zweiten Weltkriegs versteckt in Husum.
Anschließend war er in Frankfurt am Main bis 1955 bei der Deutschen Bundespost tätig, zunächst als Arbeiter, ab 1947 als Beamter. Er übernahm von 1955 bis 1962 die Geschäftsführung des Frankfurter Vereins „Häuser der offenen Tür“. Unter dem Vorwurf kommunistischer Betätigung wurde ihm dort gekündigt, er wurde jedoch als Angestellter ins Stadtbahnbauamt der Stadt Frankfurt übernommen. Dort gehörte er lange Jahre dem Gesamtpersonalrat an und war schließlich von 1989 bis 1992 Referent des Oberbürgermeisters Volker Hauff.
Halberstadt war einer der Begründer des Frankfurter „Club Voltaire“, der in der Studentenbewegung der 1960er Jahre einen wichtigen Ort für Veranstaltungen und Diskussionen bot und bis heute bietet. In den 1960er Jahren war er aktiv in der Ostermarsch-Bewegung.

## Politik
Halberstadt trat im Jahr 1946 in die SPD ein und wurde 1962 wieder ausgeschlossen. In die Partei wurde er 1972 erneut aufgenommen, trat aber 1995 wieder aus, um einem drohenden Ausschluss zuvorzukommen. In die PDS wurde er 1998 aufgenommen und war für seine Partei von 2001 bis 2006 Stadtverordneter in Frankfurt. Mit der PDS kam er im Jahr 2007 zur Partei Die Linke.
Als von der Partei „Die Linke“ in Hessen nominierter Vertreter gehörte er 2009 der 13. Bundesversammlung an. Außerdem war Halberstadt Mitglied des Ältestenrates der Linken.

## Publikationen
- Neu beginnen kannst du mit dem letzten Atemzug, ein Leben als Sozialist. Herausgegeben und bearbeitet von Frank Deppe und David Salomon, VSA-Verlag, Hamburg 2018, ISBN 978-3-89965-893-4